# Округ Гармиш-Партенкирхен
Округ Гармиш-Партенкирхен је округ на југу немачке државе Баварска. 
Површина округа је 1.012,28 км². Крајем 2007. имао је 86.872 становника. Има 22 насеља, од којих је седиште управе у Гармиш-Партенкирхену. 
Овај планински округ се налази у Баварским Алпима, на граници са Аустријом. Највиши врх је Цугшпиц (2.962 метра), који је уједно и највиши врх Немачке. Кроз округ протиче река Изар.  